# Дряхлицино
Дряхлицино (рос. Дряхлицыно) — присілок в Приморському районі Архангельської області Російської Федерації.
Населення становить 2 особи. Входить до складу муніципального утворення Уемське поселення.

## Історія
Від 2004 року входить до складу муніципального утворення Уемське поселення.

## Населення
| 2002 | 2010 | 2012 |
| ---- | ---- | ---- |
| 0    | ↗3   | ↘2   |